# Johan Petter Hesselius
Johan Petter Hesselius, född 20 september 1769 på Sveaborg, död 14 april 1822 i Kristianstad, var en finsk militär.

## Biografi

### Gustav III:s ryska krig
Johan Petter Hesselius militära bana inleddes när han blev skeppsgosse vid arméns flotta år 1775. I Gustav III:s ryska krig deltog han i första slaget vid Svensksund och slaget vid Fredrikshamn. Som sergeant på turuman Norden var han med i andra slaget vid Svensksund och blev belönad med stora Svensksundsmedaljen i silver. Han bytte därefter till artilleriet där han först gick med vid Finska artilleriregementet och sedan vid Svea artilleriregemente. 

### Finska kriget
Vid utbrottet av finska kriget var Hesselius underlöjtnant vid artilleriet, i vilken befattning han utmärkte sig i flera slag. I slaget vid Siikajoki bistod hans artilleri i offensiven över älven, i slaget vid Lappo ledde hans handlande till att han erhöll guldmedalj för tapperhet i fält och i slaget vid Kauhajoki förde han artilleriet i terräng med stor skicklighet. Georg Carl von Döbeln beskrev honom som "en snäll, tapper och kunnig officer" och kallade honom för "ekorren" eftersom han var liten, snabb, svartmuskig och effektiv. Soldaterna kallade honom för "den vite" eftersom han red på en vit häst. Han deltog även i slaget vid Jutas där artilleriet spelade in viktig roll i segern och han blev omfamnad och avtackad av von Döbeln, som även rekommenderade honom till Kungliga Svärdsorden. Han följde sedan med i reträtten norrut och efter konventionen i Kalix lyckades han fly samt föra bort 13 kanoner. 

### Senare Karriär
Efter kriget befordrades Hesselius till löjtnant 1810 och blev kapten vid Norra skånska infanteriregementet 1813. Sin militära karriär avslutade han som ryttmästare vid Skånska karabinjärregementet innan han erhöll avsked 1821. Han dog sedan året därpå. 